# 如心廣場

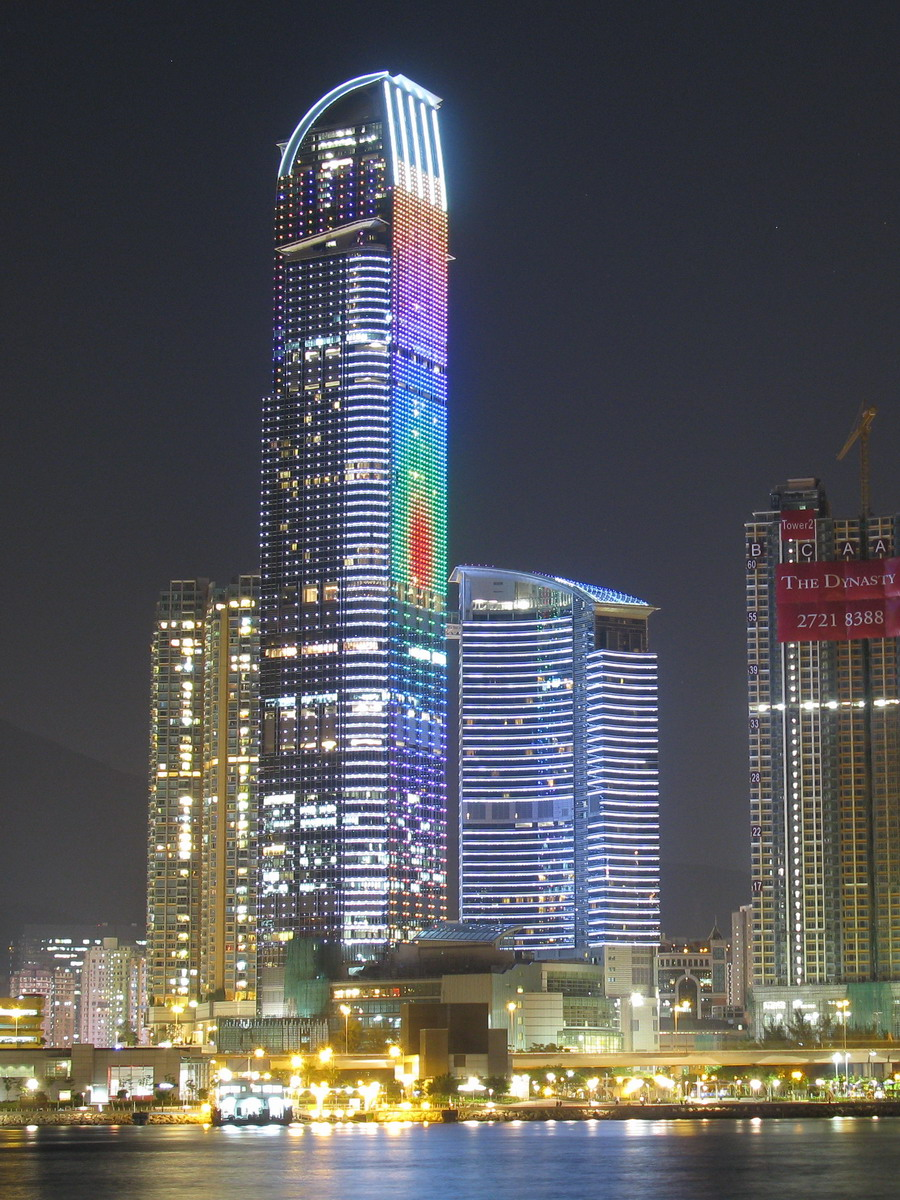
如心廣場夜景

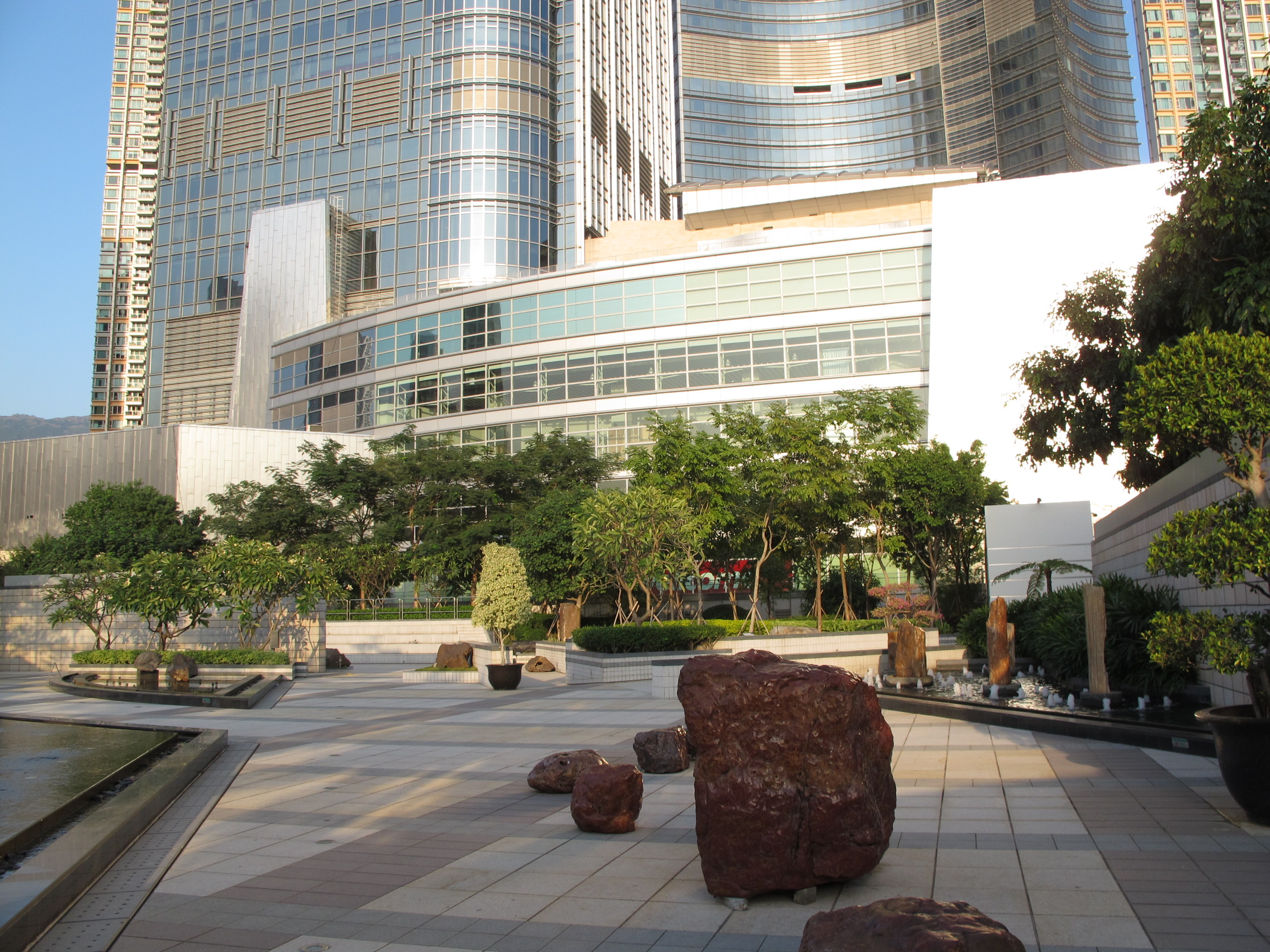
「如心園」木化石主題平台花園

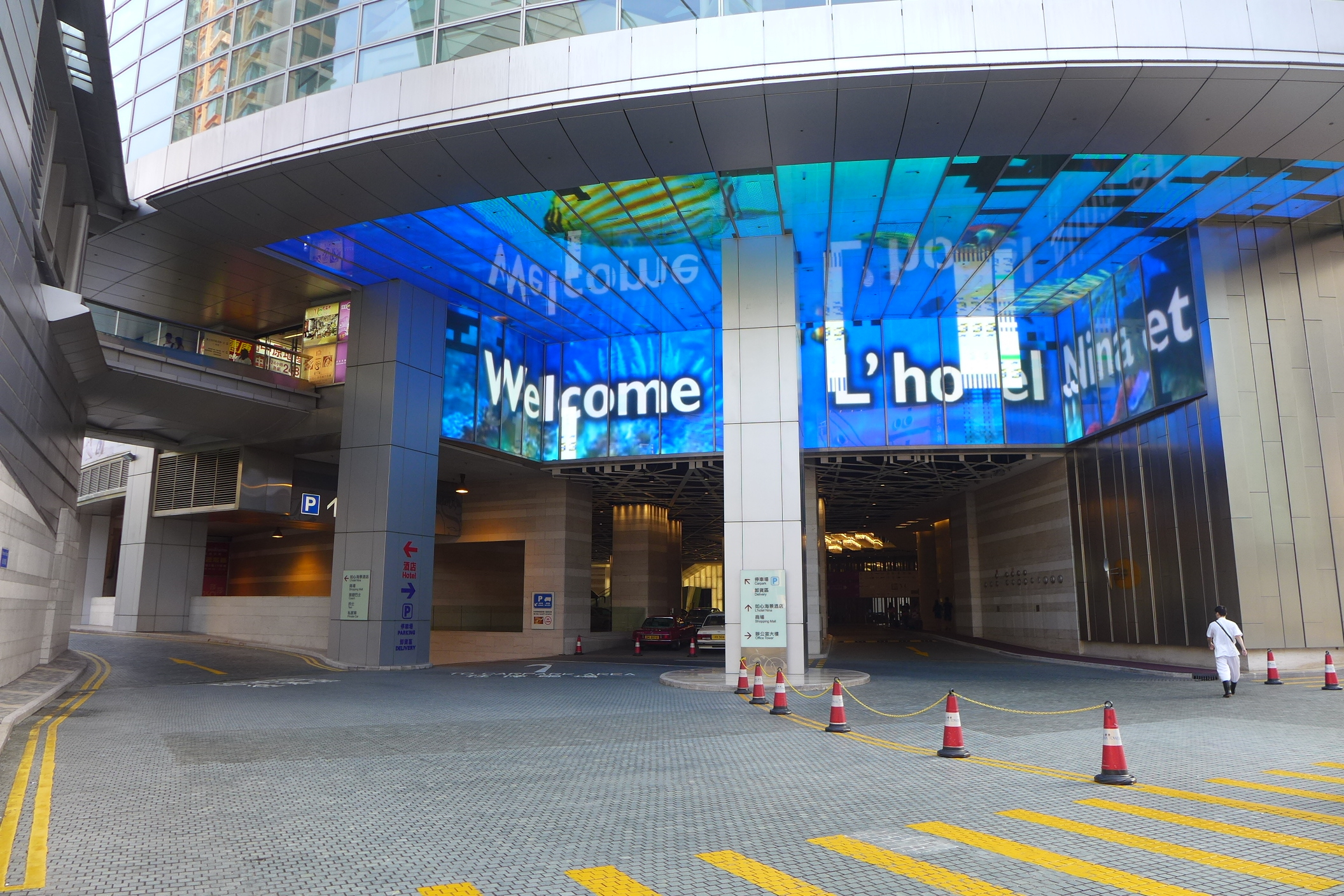
荃灣西如心酒店入口（2014年）

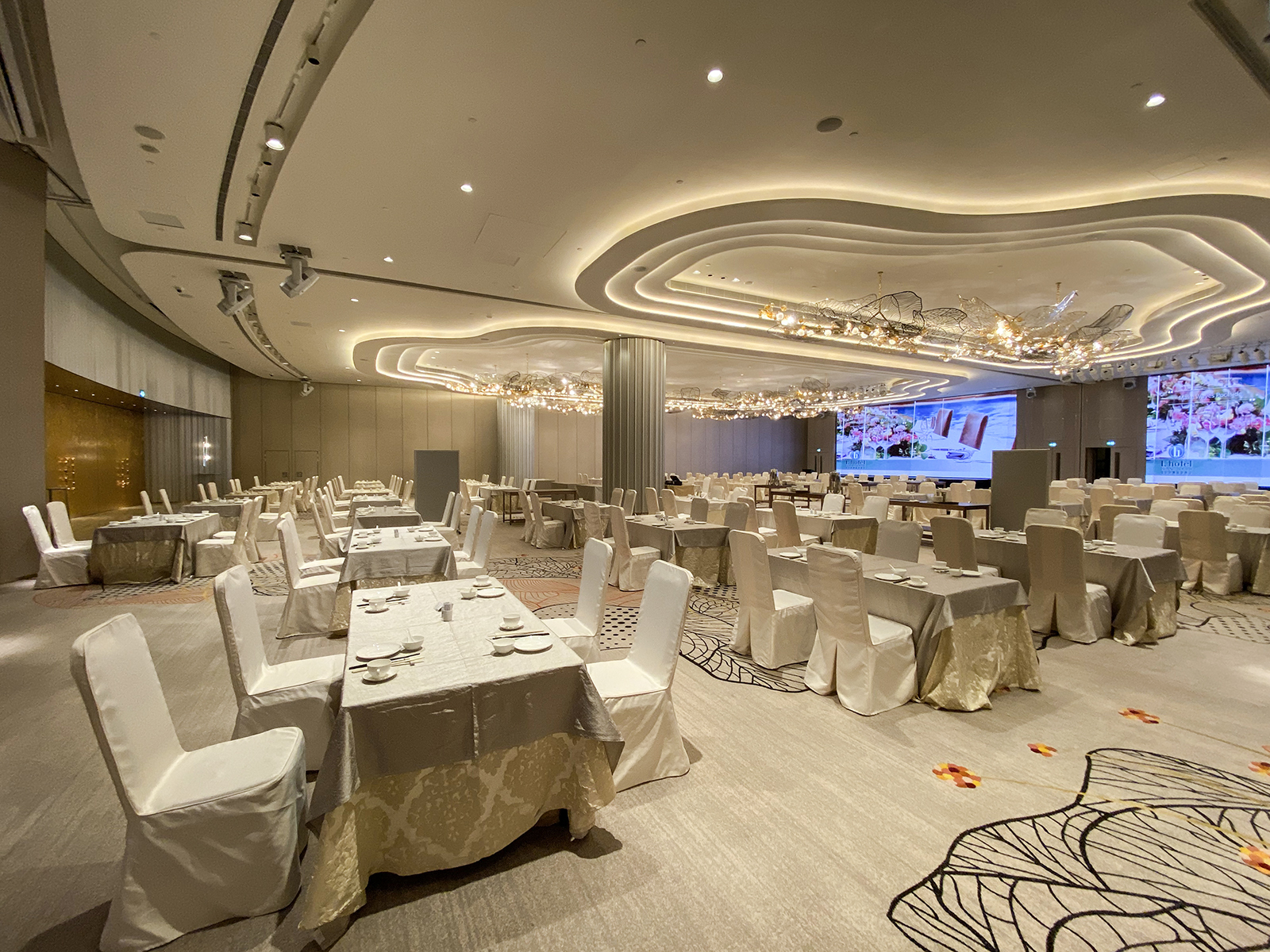
荃灣西如心酒店宴會廳在2019年完成翻新

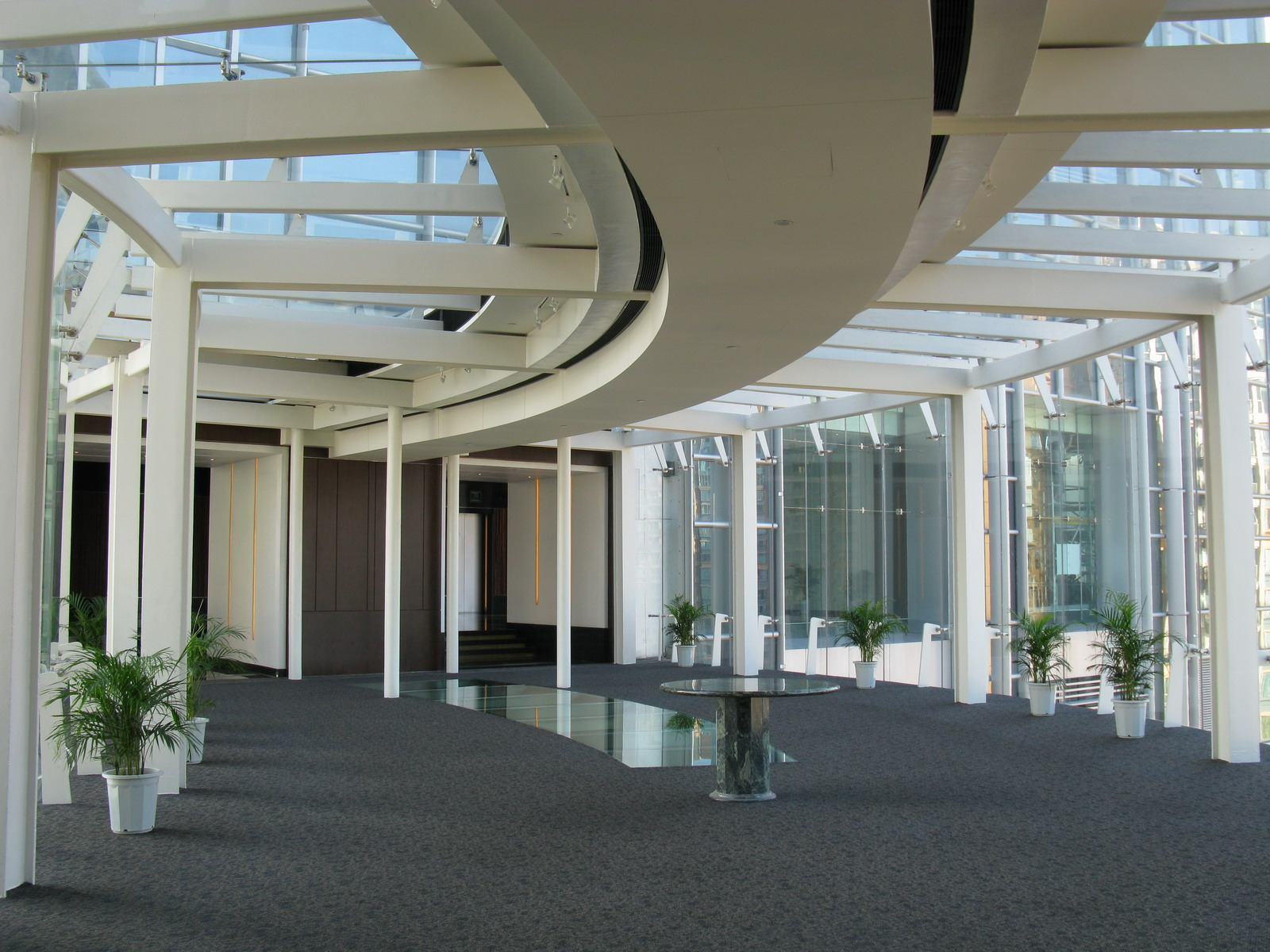
41樓設透明天橋連接兩座大廈，該範圍一度封閉停止開放

如心廣場（英語：Nina Tower）是香港新界的最高建築，位於荃灣楊屋道8號，由兩座分別為77層和41層高的商業建築物組成，高座高318.8米，低座高163.7米。高座的其中30層為甲級寫字樓，其餘樓層及低座全棟皆經營酒店服務，名為荃灣西如心酒店，定位四至五星級酒店。如心廣場天台更放置了龔如心於2005年4月16日慶祝平頂儀式而留下的手印石模，象徵龔如心眺望尖東華懋廣場及九龍大部分地區。亦由2009年12月28日起，如心廣場為華懋集團總部的所在地及集團旗艦物業。

## 名稱
整個項目的中文名稱取自華懋集團已故董事局主席龔如心（2007年4月3日逝世）之名，英文名稱Nina Tower則為龔如心之英文名。大廈的高座以龔如心丈夫王德輝的洋名Teddy命名，低座則以自己的洋名Nina命名。兩座大廈之間的41樓有一條透明天橋連接，寓意夫婦手牽手情不變。

## 歷史
如心廣場所在土地於1991年9月推出，僅供持換地權益書的地產商競投。兩個月後，地皮由華懋集團以1.2263億港元換地權益書投得。
如心廣場本來有意建成為全球最高摩天大樓。當時，信和集團及新鴻基地產合作於香港島灣仔興建當時全香港最高的中環廣場，龔如心認為荃灣一樣也可以興建摩天大樓，也可帶動荃灣的發展。於是在1994年3月，龔如心正式以華懋集團名義，宣佈投資100億港元興建如心廣場，而當初的設計與現時所見的有天壤之別，大廈的外牆以金色為主，頂樓還會掛著一個寫著「We Love HongKong」的紅色大心，樓高520米高聳入雲、共108層的全球最高摩天大樓。希望這座建築使華懋能夠揚名海外。
不過，隨著香港國際機場於1998年遷往赤鱲角，使荃灣上空成為飛機主要航道，政府於1995年1月拒絕批准興建，結果華懋集團需要將如心廣場一分為二，一共花了近10年的時間完成，有關工程更因未能如期於1996年完工而被罰款5.6億港元。最終，如心廣場於2001年才動工興建，遲至2007年12月18日才落成，商場則於2008年10月啟用，為荃灣區其中一個主要新大型商場。

## 發展

### 商場

#### 一期商場

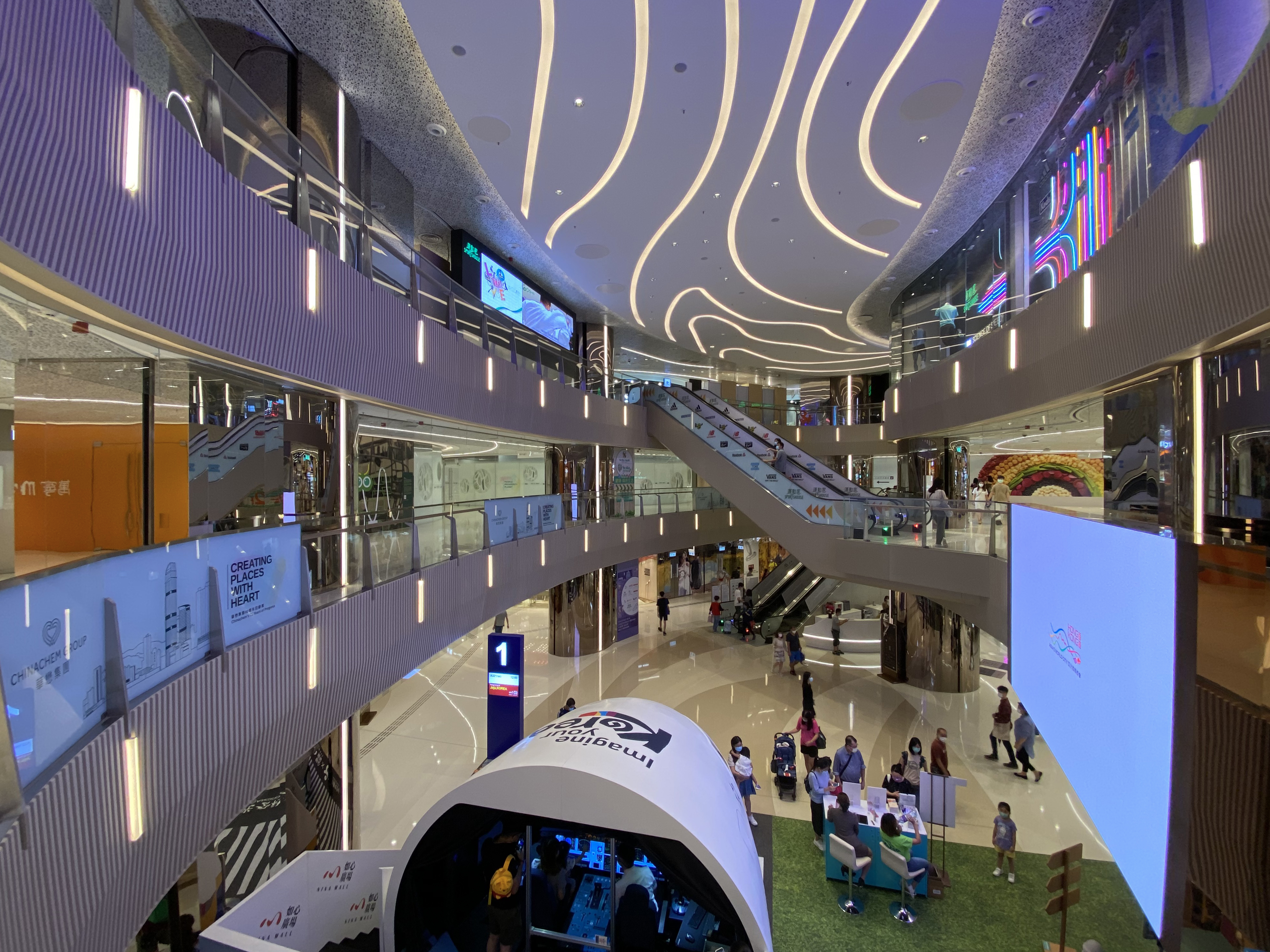
2019年翻新後的如心廣場商場中庭

商場樓高3層，面積約3萬平方米，並設有3條行人天橋，串連荃灣西如心酒店、港鐵屯馬綫荃灣西站及荃灣綫荃灣站、萬景峰及荃新天地、楊屋道市政大廈等建築物。商場初期出租率偏低，但隨著商場上蓋酒店入伙後，出租率已慢慢提升。
- 2008年6月22日，陶源酒家及海皇 JPone（已全線結業）在商場設有分店。
- 2009年4月7日起，好彩V Cuisine、太平洋咖啡等商戶進駐商場。
- 2010年8月27日，惠康進駐商場。

2017年，與全·城滙商場聯合發展，同年第四季開始進行4億元翻新，故於2018年7月底起，所有店舖已悉數遷出，以進行翻新改建工程，預計最快2019年次季復業，情況類同將軍澳PopCorn／君薈坊及元朗形點／新元朗中心商場。商場除五樓樓盤展廳外只餘下一樓部分通道及過境巴士售票處（搬到近荃新天地天橋的通道旁）開放予公眾使用。
2018年9月，如心廣場兩期商場開始有商舖進行裝修。
2018年12月，華懋集團公佈如心廣場兩期商場在2019年中試業。食肆及餐飲佔三成、服飾及鐘錶珠寶佔43%、美容和健康護理佔13%、其餘為生活百貨及其他。已公佈的租戶包括1.2萬方呎樓面的好彩海鮮酒家、渝味曉宇重慶老火鍋。
2019年5月，如心廣場二期開放一樓、連接一樓及地下的升降機及連接如心廣場一期的行人天橋。
2019年末，商場7-11便利店、惠康超級市場、萬寧等開業，2021年2月開設Soda Mall 首達百貨。二樓亦設有藝術展館，翻新後首個展覽為「光藝共享」，以回收光管、電燈膽為材料創作一系列藝術品，惟因新型冠狀病毒肺炎爆發而於2020年2月起暫停開放。而3樓設佔地二萬多呎的「運動家」，為香港最大的分店。
2023年12月開設香港首間日本室內遊樂場店TAITO STATION，以及香港第二十二間無印良品，為荃灣區自2019年無印良品荃灣店結業後開分店。
商場設有行人天橋，連接荃新天地、荃新天地2及楊屋道市政大廈，以及兩條行人天橋連接二期商場。透過荃新天地連接荃灣行人天橋網絡，可通往荃灣市中心。連接荃新天地的行人天橋由荃新天地發展商興建。透過二期商場連接荃灣西站、海之戀、灣景廣場及荃灣廣場。

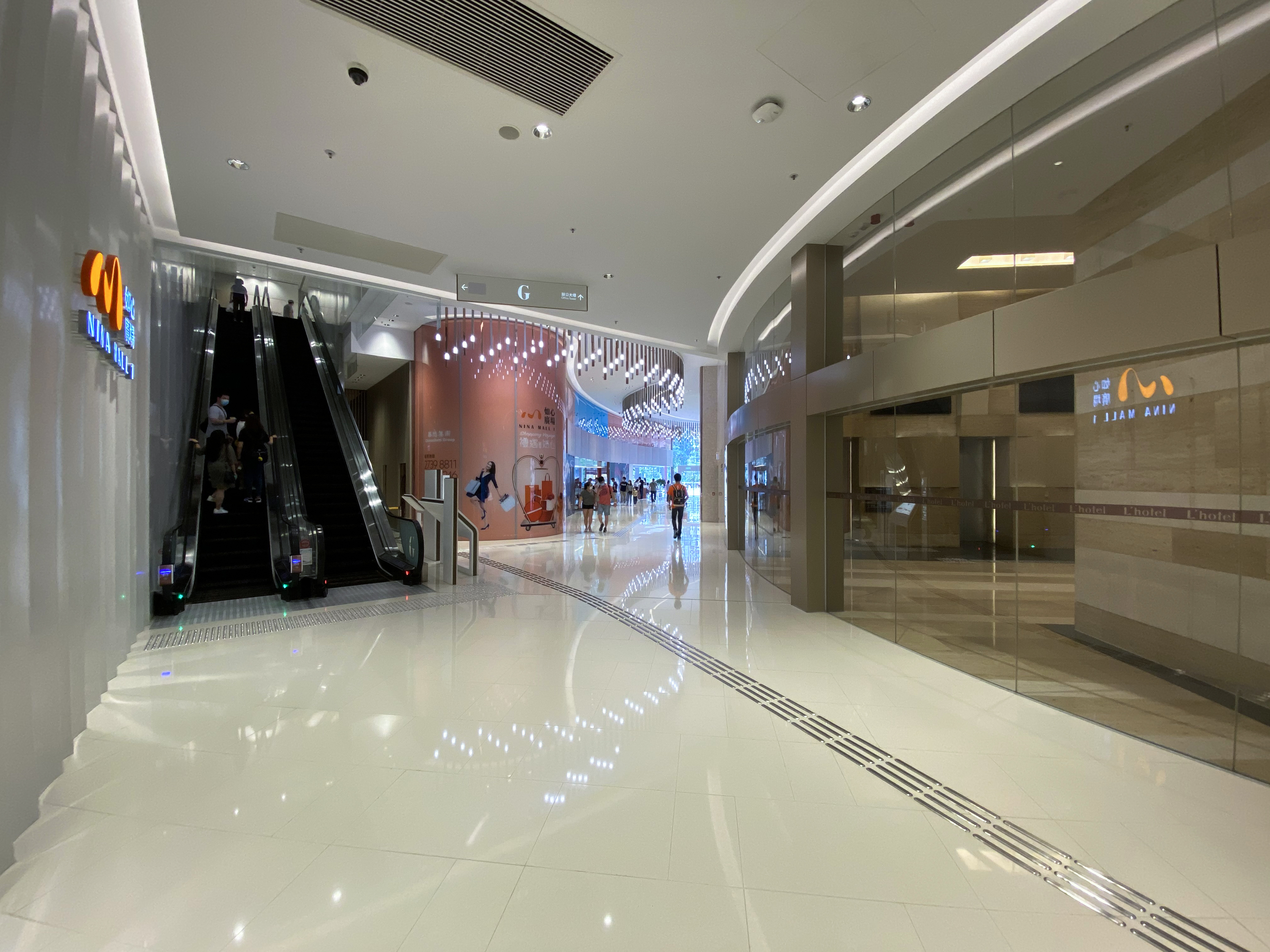
商場地下
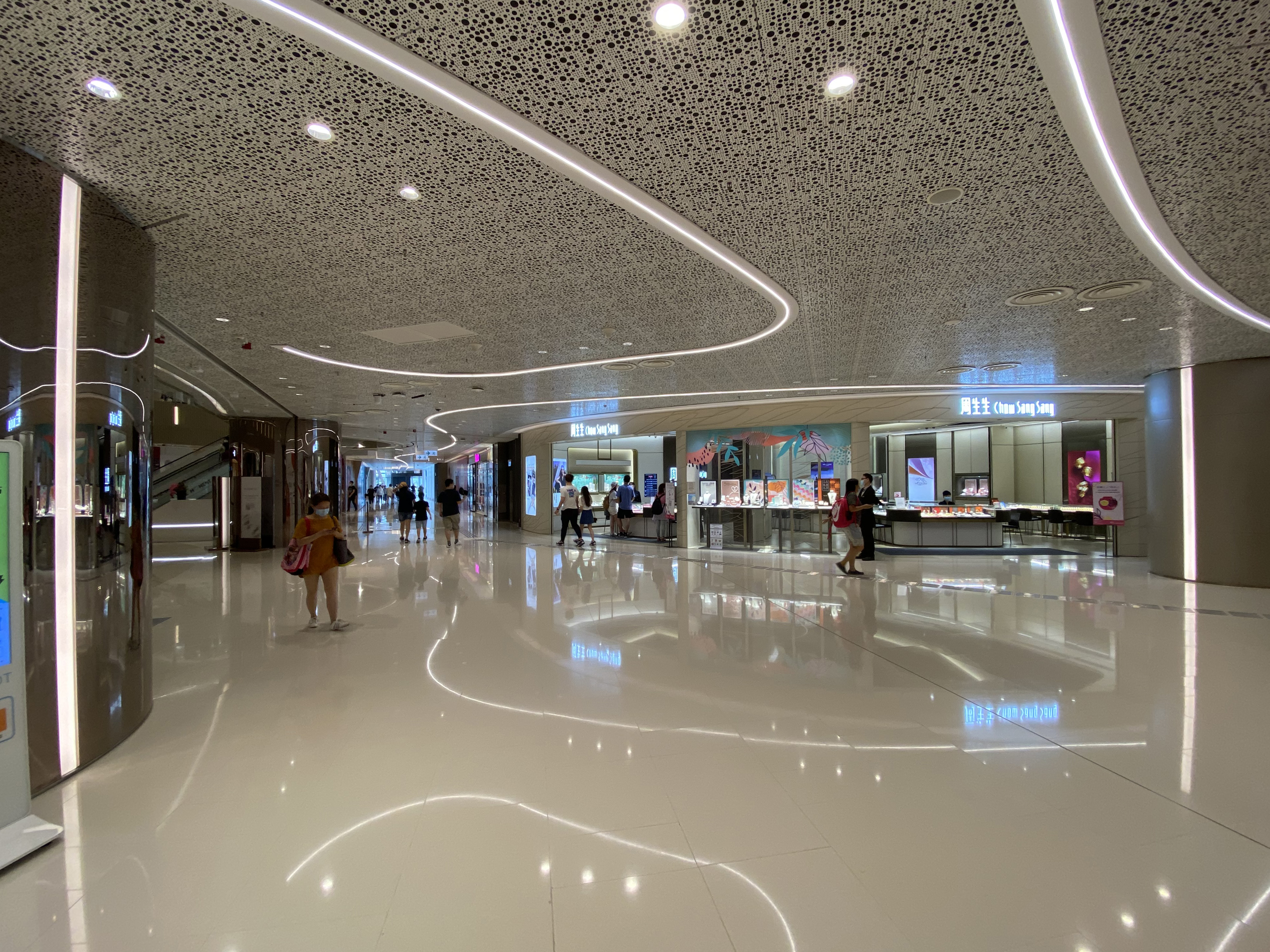
商場1樓
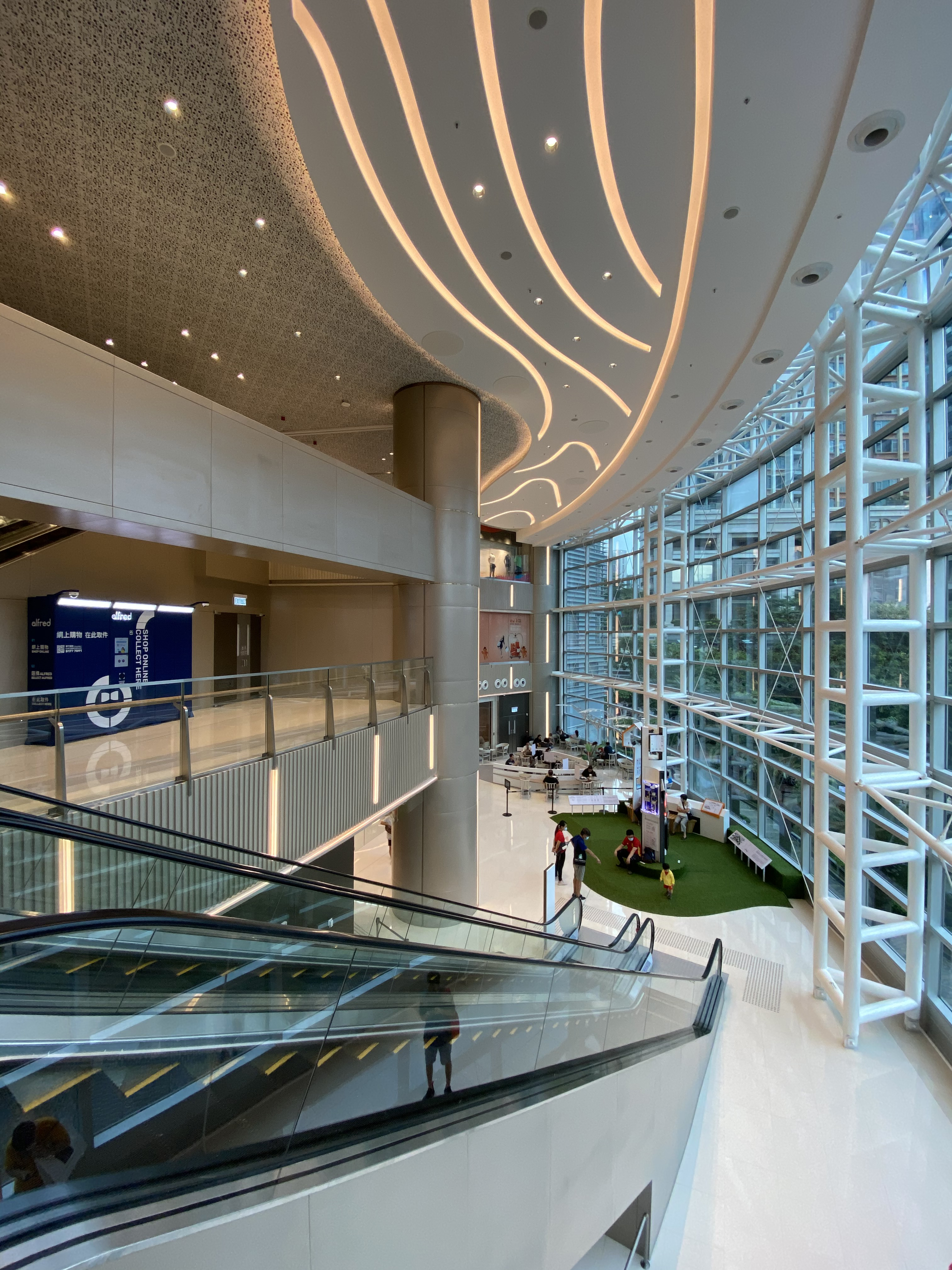
商場中庭
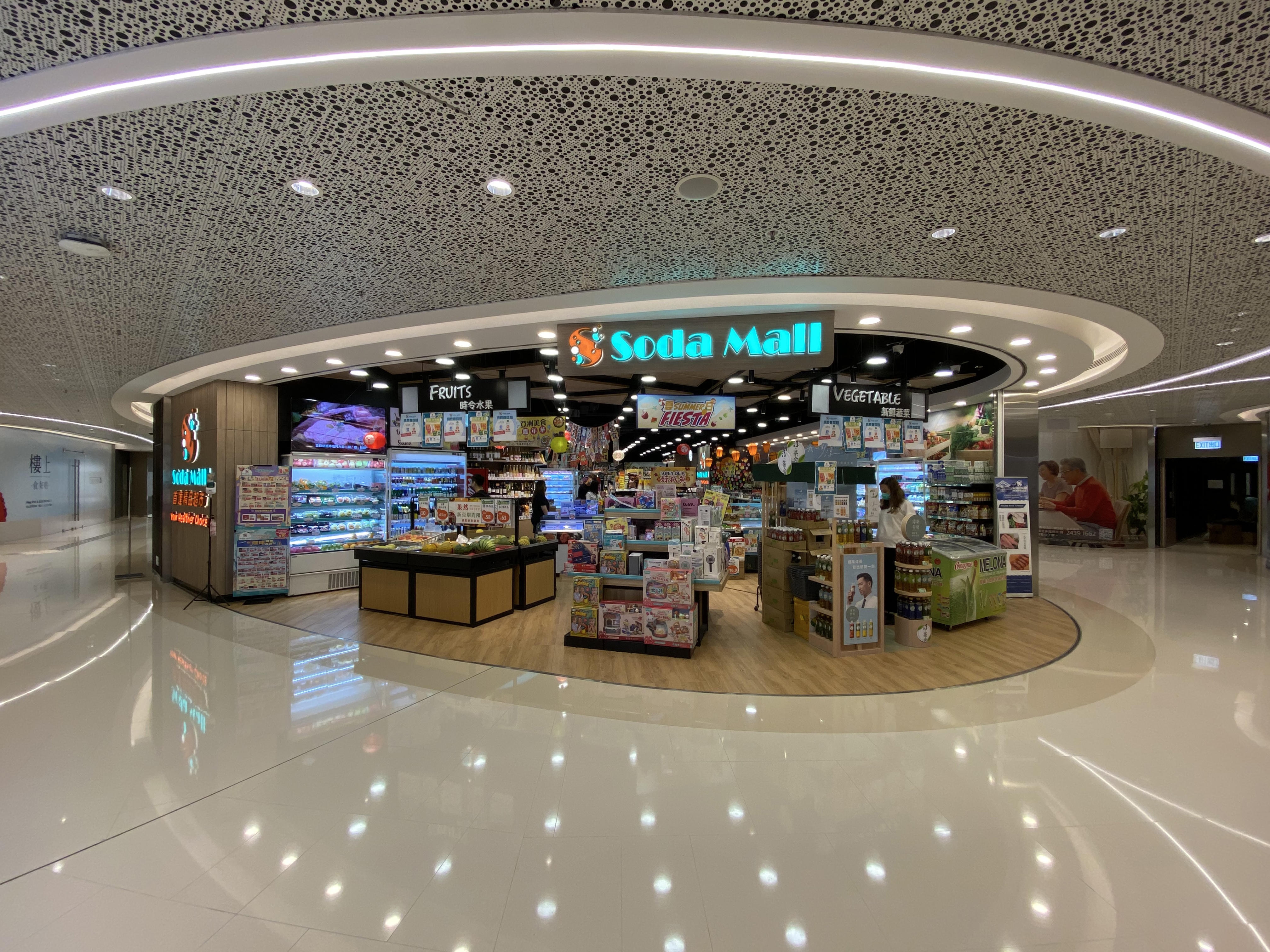
2樓Soda Mall 首達百貨
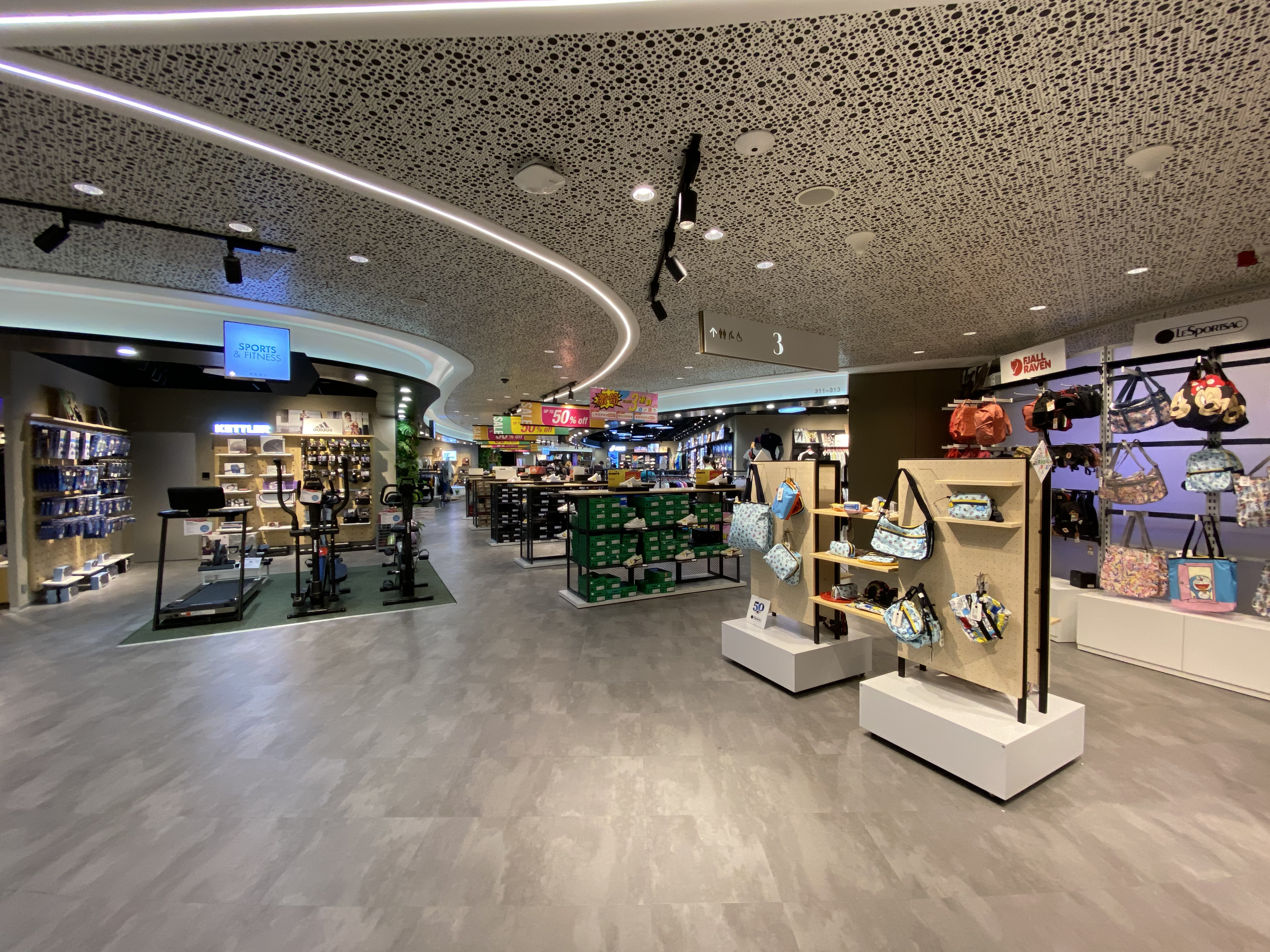
3樓設佔地二萬多呎的「運動家」

#### 二期商場

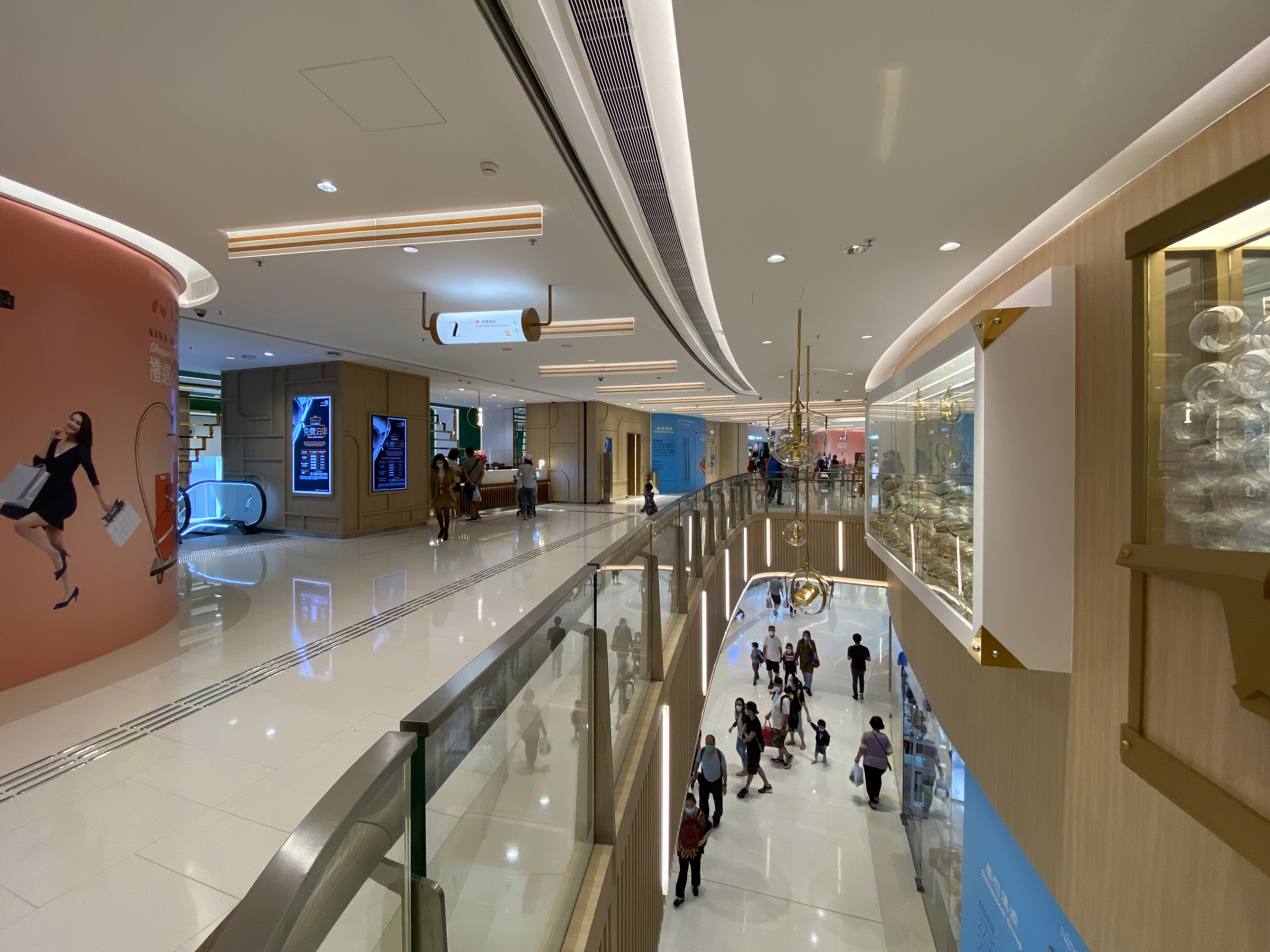
如心廣場二期內貌（2021年8月）

商場位於全·城滙基座，為樓高2層，面積12萬方呎，由知名商場設計公司英國貝諾（英語：Benoy）負責。商場原由港鐵持有，華懋以逾12億元向港鐵購入，計劃作長線收租。商場將名為如心廣場二期（Nina Mall II），與如心廣場商場聯合發展，情況類同將軍澳PopCorn及元朗Yoho Mall。洽租的商戶包括超市、食肆、鐘表珠寶商戶等，原預計於2019年第二季開業，到第三季進行開幕儀式。但只有MOS Burger進行裝修，準備10月中開業。到最後大部分商店在同年12月才開業。1樓租戶包括7-11便利店、A-1 Bakery、吉豚屋、敏華冰廳、牛気 Nabe Urawa、饞•台式幸福食堂、湊湊火鍋·茶憩和Marka House。而2樓租戶包括美國冒險樂園、意大利菜The Point、越北牛肉粉、十二味、神石焼きビーフステーキ水產専門店。
而商場公共地方亦進行簡單翻新，將原有白色的外牆和簡約設計改為淺木色飾面和更換指示牌。
商場設有5條天橋，分別連接一期商場、荃灣西站公共運輸交匯處與荃灣西站及海之戀商場、祈德尊新邨、灣景廣場。2019年5月，商場一樓連同連接一期商場的兩條行人天橋率先開放。2019年7月，連接灣景廣場的行人天橋已開放。2019年9月16日，隨荃灣西站開放C出口而開放連接海之戀商場的行人天橋，透過海之戀商場連接荃灣西站及荃灣西站公共運輸交匯處。

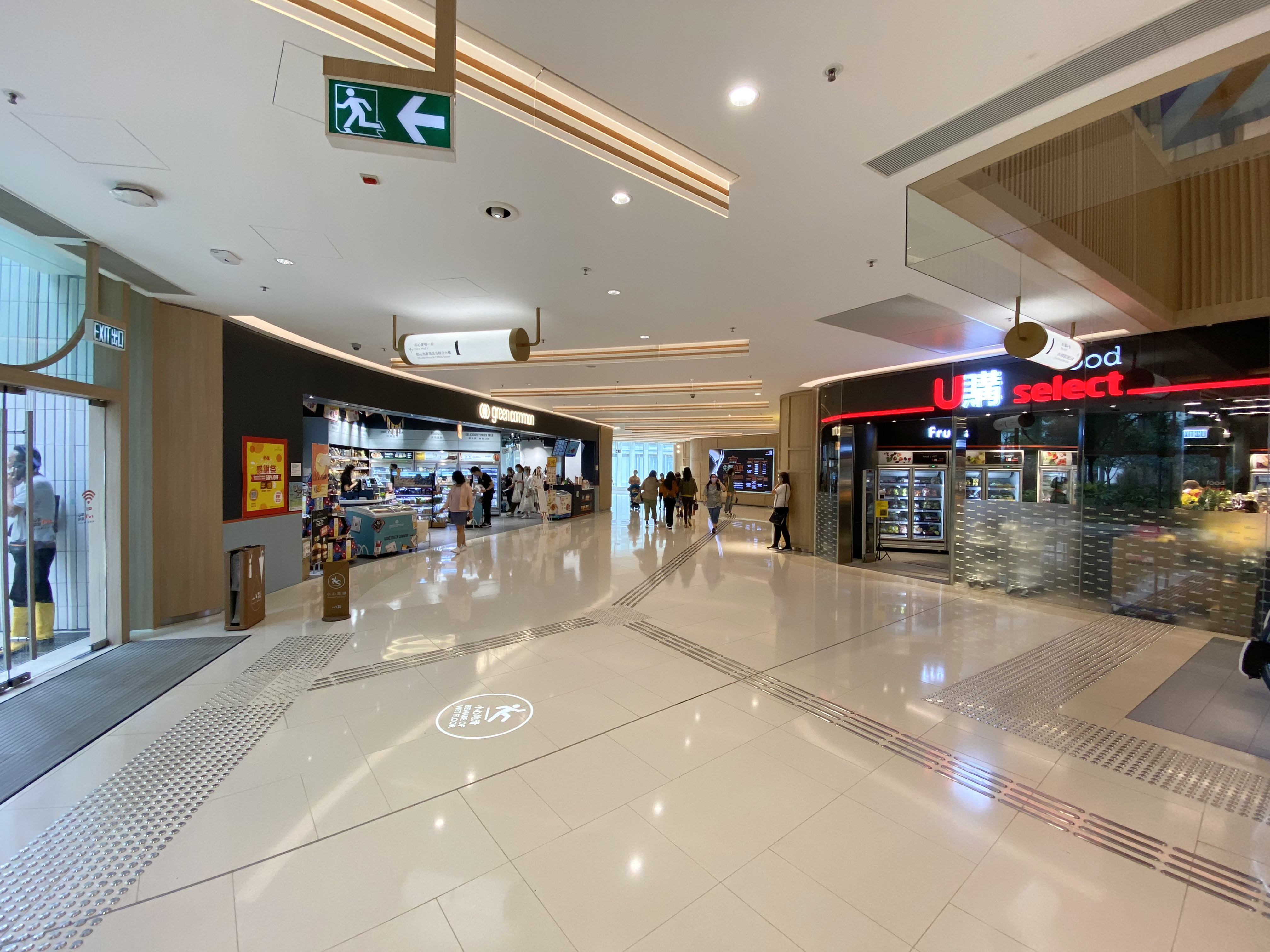
1樓商店
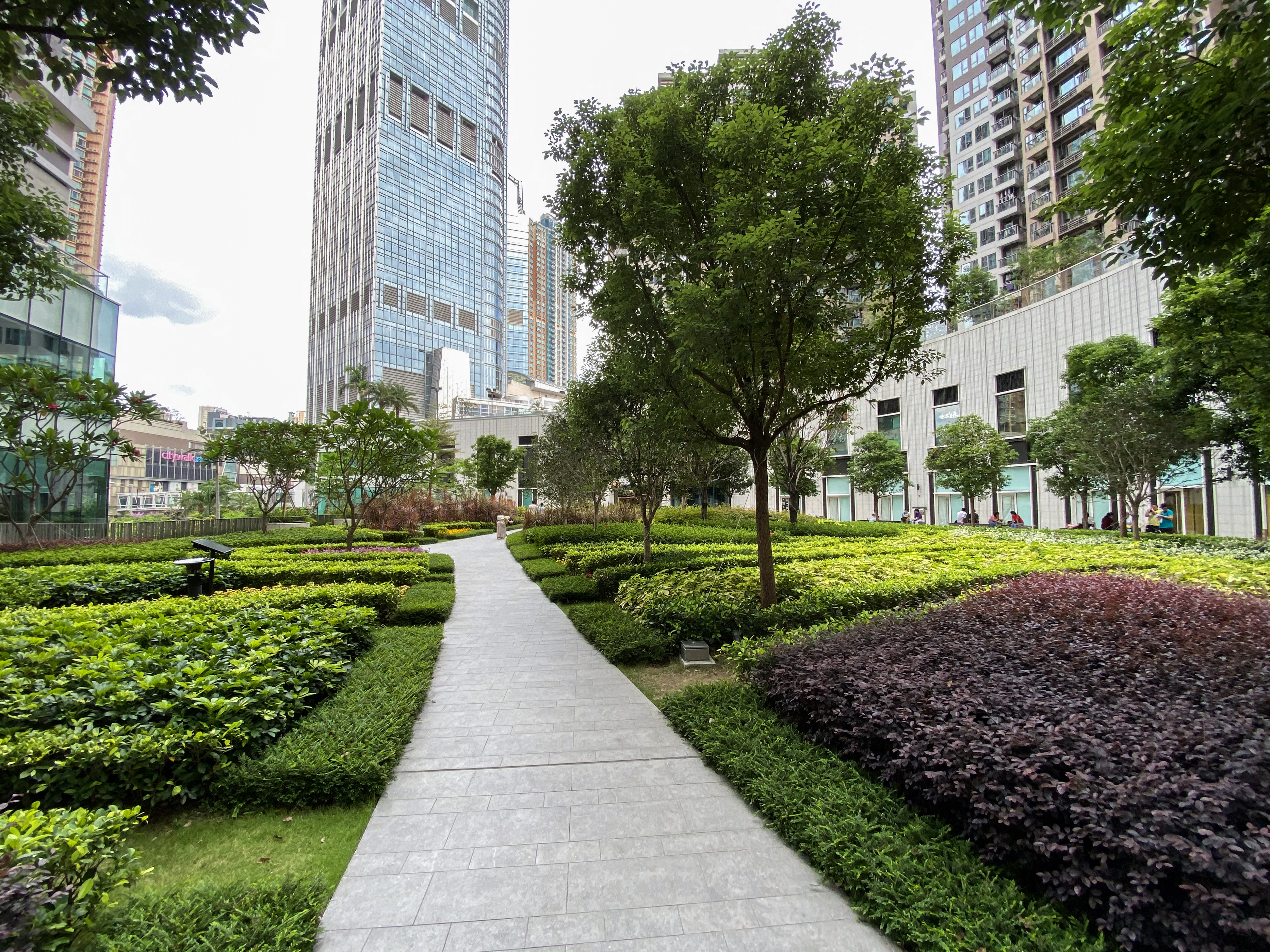
平台花園
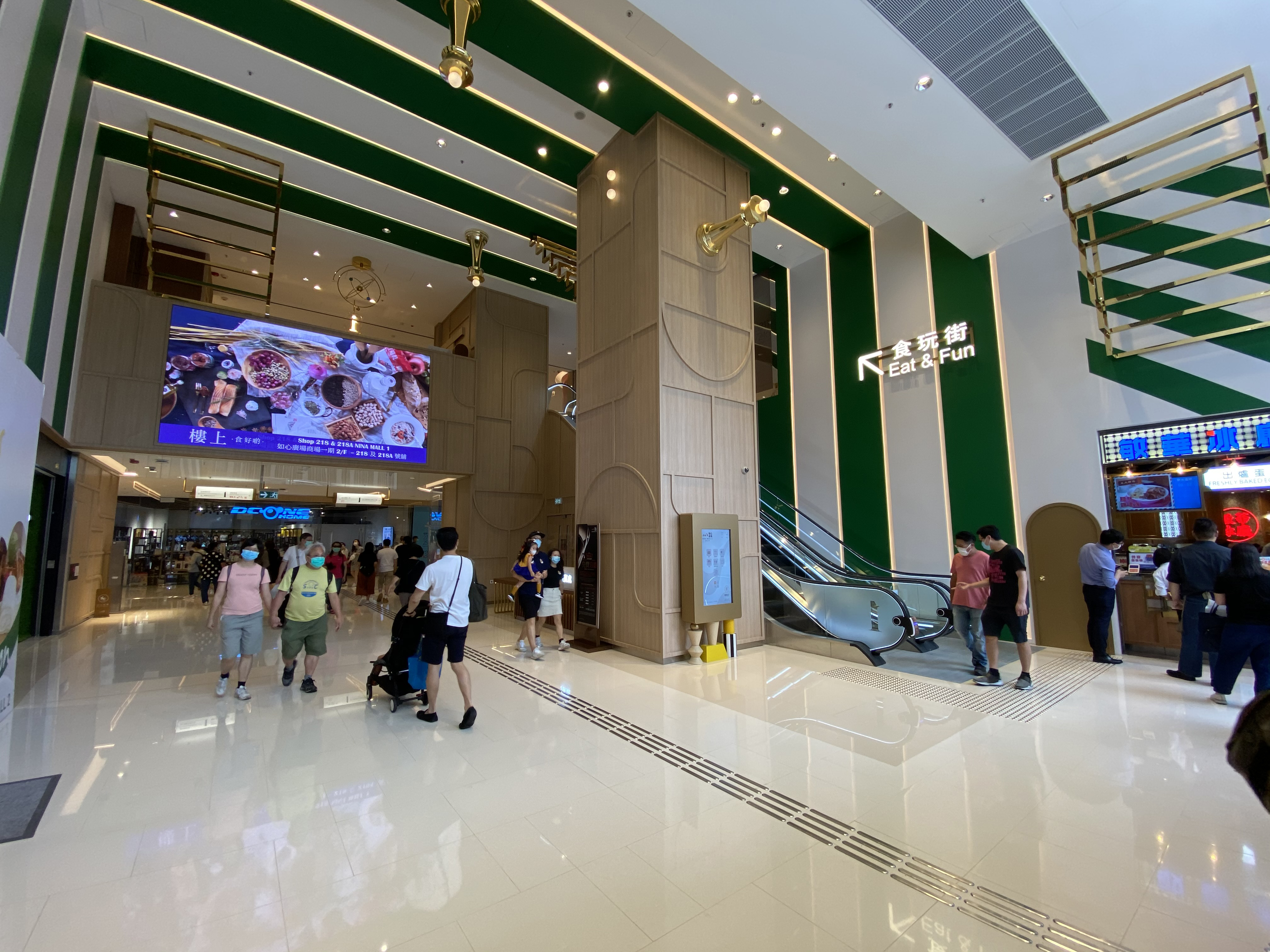
往海之戀的中庭（2020年5月）
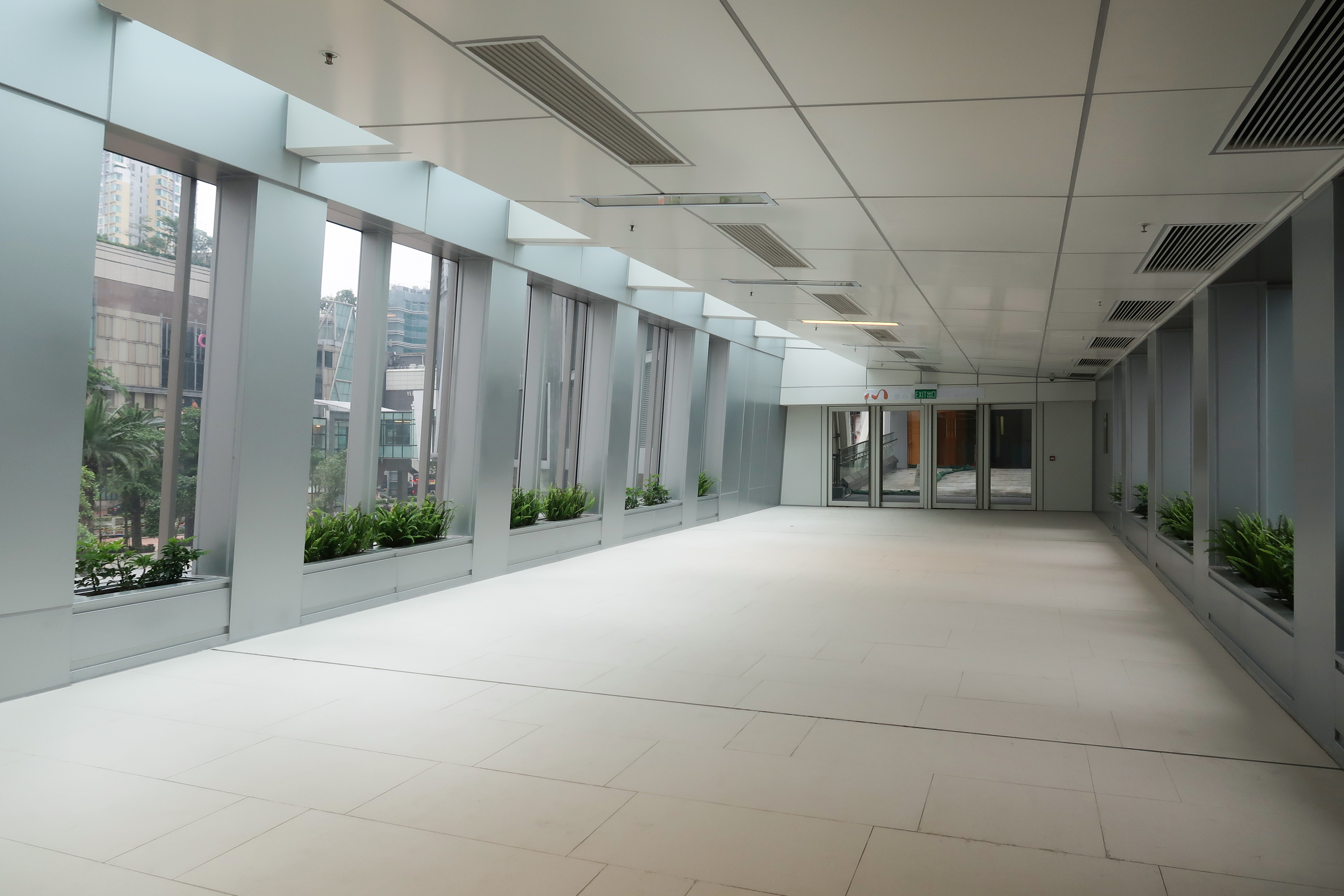
全·城滙往如心廣場的天橋

### 寫字樓
共17層甲級寫字樓，其中35–38樓為華懋集團總部；其餘辦公室空間主要由華懋集團相關公司，以及科技公司、貿易公司等佔用；而唯一租用此廈的金融機構為交通銀行財富管理中心，位於如心廣場二座23樓2304室。

### 酒店
如心廣場酒店部份命名為荃灣西如心酒店（2021年3月中前稱如心海景酒店暨會議中心），設有1608間客房。酒店合共有8間宴會廳，分別位於5樓、7樓、11樓和41樓。酒店設施包括商務中心、9樓的無邊際奧運標準泳池及全天候室內恆溫池、健身中心及2間餐廳。酒店行政辦公室位於10樓。
2023年4月26日，民政及青年事務局公佈向香港菁英會，批出在「將酒店和旅館轉作青年宿舍用途的資助計劃」下的第二個項目。項目為荃灣西如心酒店。酒店內100間房間改裝為最多200個宿位，並設煮食設施等公用設施。每個宿位每月由4,680元至4,980元。

### 「如心園」木化石主題平台花園
位於一樓的如心園佔地約70,000平方呎，是亞洲現存擁有最大規模木化石藏品的城市公園。這批珍貴的自然歷史遺產，是華懋集團已故主席龔如心女士之藏品。作為香港首個及唯一的木化石公園，園區結合充滿趣味的「娛+學」設計和先進科技，啟迪來自本地和世界各地的訪客，投入一段跨越百萬年的溯古旅程。

### 建築配置
| 如心廣場樓層配置表 | 如心廣場樓層配置表 | 如心廣場樓層配置表 |
| 樓層               | 設施／承租戶 | 設施／承租戶 |
| 樓層               | 第2座 | 第1座 |
| ------------------ | --- | --- |
| Does not appear    | 頂部（機電層） | 不適用 |
| 89                 | 樓層尚未開放 | 不適用 |
| 88                 | 樓層尚未開放 | 不適用 |
| 87                 | 客房 | 不適用 |
| 86                 | 機電層 | 不適用 |
| 85                 | 客房 | 不適用 |
| 83                 | 客房 | 不適用 |
| 82                 | 客房 | 不適用 |
| 81                 | 客房 | 不適用 |
| 80                 | 客房 | 不適用 |
| 79                 | 客房 | 不適用 |
| 78                 | 客房 | 不適用 |
| 77                 | 客房 | 不適用 |
| 76                 | 客房 | 不適用 |
| 75                 | 客房 | 不適用 |
| 73                 | 客房 | 不適用 |
| 72                 | 客房 | 不適用 |
| 71                 | 客房 | 不適用 |
| 70                 | 客房 | 不適用 |
| 69                 | 客房 | 不適用 |
| 68                 | 客房 | 不適用 |
| 67                 | 客房 | 不適用 |
| 66                 | 客房 | 不適用 |
| 65                 | 機電層／避火層 | 不適用 |
| 63                 | 機電層／避火層 | 不適用 |
| 62                 | 機電層／避火層 | 不適用 |
| 61                 | 客房 | 不適用 |
| 60                 | 客房 | 不適用 |
| 59                 | 客房 | 不適用 |
| 58                 | 客房 | 不適用 |
| 57                 | 客房 | 不適用 |
| 56                 | 客房 | 不適用 |
| 55                 | 客房 | 不適用 |
| 53                 | 客房 | 不適用 |
| 52                 | 客房 | 不適用 |
| 51                 | 客房 | 不適用 |
| 50                 | 客房 | 不適用 |
| 49                 | 客房 | 不適用 |
| 48                 | 客房 | 不適用 |
| 47                 | 客房 | 不適用 |
| 46                 | 客房 | 不適用 |
| 45                 | 客房 | 不適用 |
| 43                 | 客房 | 頂部（機電層） |
| 42                 | 客房 | 天空酒廊上層 |
| 41                 | 空中大堂／天空酒廊 | 空中大堂／天空酒廊 |
| 40                 | 不適用 | 客房 |
| 39                 | 機電層 | 客房 |
| 38                 | 華懋集團 | 客房 |
| 37                 | 華懋集團 | 客房 |
| 36                 | 華懋集團 | 客房 |
| 35                 | 華懋集團 | 客房 |
| 34                 | 不適用 | 客房 |
| 33                 | 安寧控股有限公司（3301-3303A室） 紐爾科技有限公司（3303B室）（假公司） 梁錦濤、關學林律師事務所（3304室）                                        | 客房 |
| 32                 | 建華管理有限公司（3201-3202A室） 立邦油漆（香港）有限公司（3203-3204室）                                                                         | 客房 |
| 31                 | 機電層／避火層 | 客房 |
| 30                 | 不適用 | 客房 |
| 29                 | 機電層／避火層 | 客房 |
| 28                 | 機電層／避火層 | 客房 |
| 27                 | 金榮中國金融業有限公司（2701室） 凱迪海運（香港）有限公司（2703-2704室）                                                                         | 客房 |
| 26                 | 辦公樓層尚未開放 | 客房 |
| 25                 | 今日亞洲新聞（2501-2502室） 華建貨運有限公司（2503室） 宏毅國際（香港）有限公司（2504室）                                                        | 客房 |
| 24                 | 不適用 | 客房 |
| 23                 | 香港必佳塑膠金屬製品廠（國際）有限公司（2301-2302室） 山特維克香港有限公司（2303室） 交通銀行財富管理中心（2304室）                              | 機電層／避火層 |
| 22                 | 現代商船（2201-2202室） | 機電層／避火層 |
| 21                 | Nexusguard（2101-2102室） Birdland（Hong Kong）Ltd（KFC）（2103-2104室）                                                                         | 客房 |
| 20                 | 不適用 | 客房 |
| 19                 | 港駿集團控股有限公司（1902室） 環匯系統有限公司（1903-1904室）                                                                                   | 客房 |
| 18                 | CEI HK | 客房 |
| 17                 | 偉創力製造（香港）有限公司 | 客房 |
| 16                 | 南太平洋航空公司（1602室） | 客房 |
| 15                 | 中港日有限公司（1504室） | 客房 |
| 14                 | 不適用 | 客房 |
| 13                 | 不適用 | 客房 |
| 12                 | 樓層尚未開放 | 客房 |
| 11                 | 會議中心 | 客房 |
| 10                 | 酒店行政辦公室 | 客房 |
| 9                  | CAFÉ CIRCLES／健身中心／游泳池 | CAFÉ CIRCLES／健身中心／游泳池 |
| 8                  | 酒店管理辦公室／宴會廳上層 | 酒店管理辦公室／宴會廳上層 |
| 7                  | 如粵滬中菜廳／貴賓廳／宴會廳 | 如粵滬中菜廳／貴賓廳／宴會廳 |
| 6                  | 會議展覽中心上層 | 會議展覽中心上層 |
| 5                  | 會議展覽中心／後勤用房 | 會議展覽中心／後勤用房 |
| 3                  | 運動家（318-320號舖）／眼鏡88眼科醫療中心（321號舖）／商舖（322、324、325號舖）                                                                  | 運動家（318-320號舖）／眼鏡88眼科醫療中心（321號舖）／商舖（322、324、325號舖）                                                                  |
| 2                  | 樓上（218、218A號舖） | 樓上（218、218A號舖） |
| 1                  | 商舖（119A、120、121號舖）／中原地產（119B號舖）／北京同仁堂（122號舖）／周大福（123-124號舖）／眼鏡工房（125號舖）／山見台式火鍋（126-127號舖） | 商舖（119A、120、121號舖）／中原地產（119B號舖）／北京同仁堂（122號舖）／周大福（123-124號舖）／眼鏡工房（125號舖）／山見台式火鍋（126-127號舖） |
| G                  | 辦公室／酒店大堂 | 辦公室／酒店大堂 |
| UB                 | 停車場／機電層／貨物起卸區 | 停車場／機電層／貨物起卸區 |
| LB                 | 停車場／機電層／貨物起卸區 | 停車場／機電層／貨物起卸區 |
| Does not appear    | （不設以下樓層：4樓、13樓、14樓、20樓、24樓、30樓、34樓、40樓、44樓、54樓、64樓、74樓及84樓）                                                    | （不設以下樓層：4樓） |

### 升降機配置
如心廣場升降機服務樓層列表（除No. 12、37為Lift Munich之外，全部為東芝CV150或CL300升降機）

#### 商場部份
- No. 11（商場專用之載貨升降機）：LB、G、1–7
- No. 13–14（商場專用之載貨升降機）：LB、G、1–7
- No. 15–16（商場專用之升降機）：LB、UB、G、1–7（不停6–7樓）

#### 第一座
- No. 2–7（6部低座酒店客房專用之升降機）：G、7、9、10–41
- No. 8–9（低座酒店服務專用之載貨升降機）：LB、UB、G、1–42
- No.10   （低座酒店服務專用之載貨升降機）：LB、UB、G、1–22
- No. 12（大型車用升降機）：LB、1（G）、3、5、7
- No. 60（低座酒店服務升降機）：24–42

#### 第二座
- No. 20–21（2部行政人員專用之升降機）：G、5、7、9–11、41、78–85、87–88（不停5樓、7樓、9–11樓及88樓）
- No. 22–27（6部辦公室專用之升降機）：G、15–27、32–37（No. 22–24不停26–37樓，No. 25–27不停15–25樓）
- No. 28（酒店及宴會廳職員專用之升降機）：UB、G、1M、2、3、7、9–11（不停1M–3樓）
- No. 31–36（來往酒店設施之升降機）：G、5、7、9–11、38、41（No. 31–33不停5樓及38樓，No. 34–35不停5樓，No. 36不停9樓、38樓及41樓）
- No. 37（辦公室大型載貨升降機）：LB、G、1–27、29
- No. 38（消防及服務專用之載貨升降機）：LB、UB、G、1–89
- No. 39–40（酒店服務專用之載貨升降機）：LB、UB、G、7–12、39–88
- No. 41–42（辦公室服務專用之載貨升降機）：LB、UB、G、1–9、15–27、29、32–38（不停地庫上層、地下及1–9樓）
- No. 43–44（酒店服務專用之升降機）：41–61
- No. 46–48（3部酒店客房專用之升降機）：41–52
- No. 49–51（3部酒店客房專用之升降機）：41、66–77
- No. 52–54（3部酒店客房專用之升降機）：41、78–85、87–88
- No. 55–57（3部酒店客房專用之升降機）：41、53–61

### 除夕倒數活動
- 如心廣場曾每年舉辦除夕倒數活動，邀請明星與市民一起迎接新年，惟在商場翻新時取消活動，到商場完成翻新後適逢反修例風波及新型冠狀病毒肺炎疫情，在2019至2022年期間均沒有舉辦除夕倒數活動，直至2023年12月31日才復辦除夕倒數，但只有大廈外牆屏幕倒數，沒有任何表演活動。
- 2022年1月31日 （農曆除夕年廿九）TVB直播如心廣場倒計時鐘，迎接虎年來到。

## 相片集

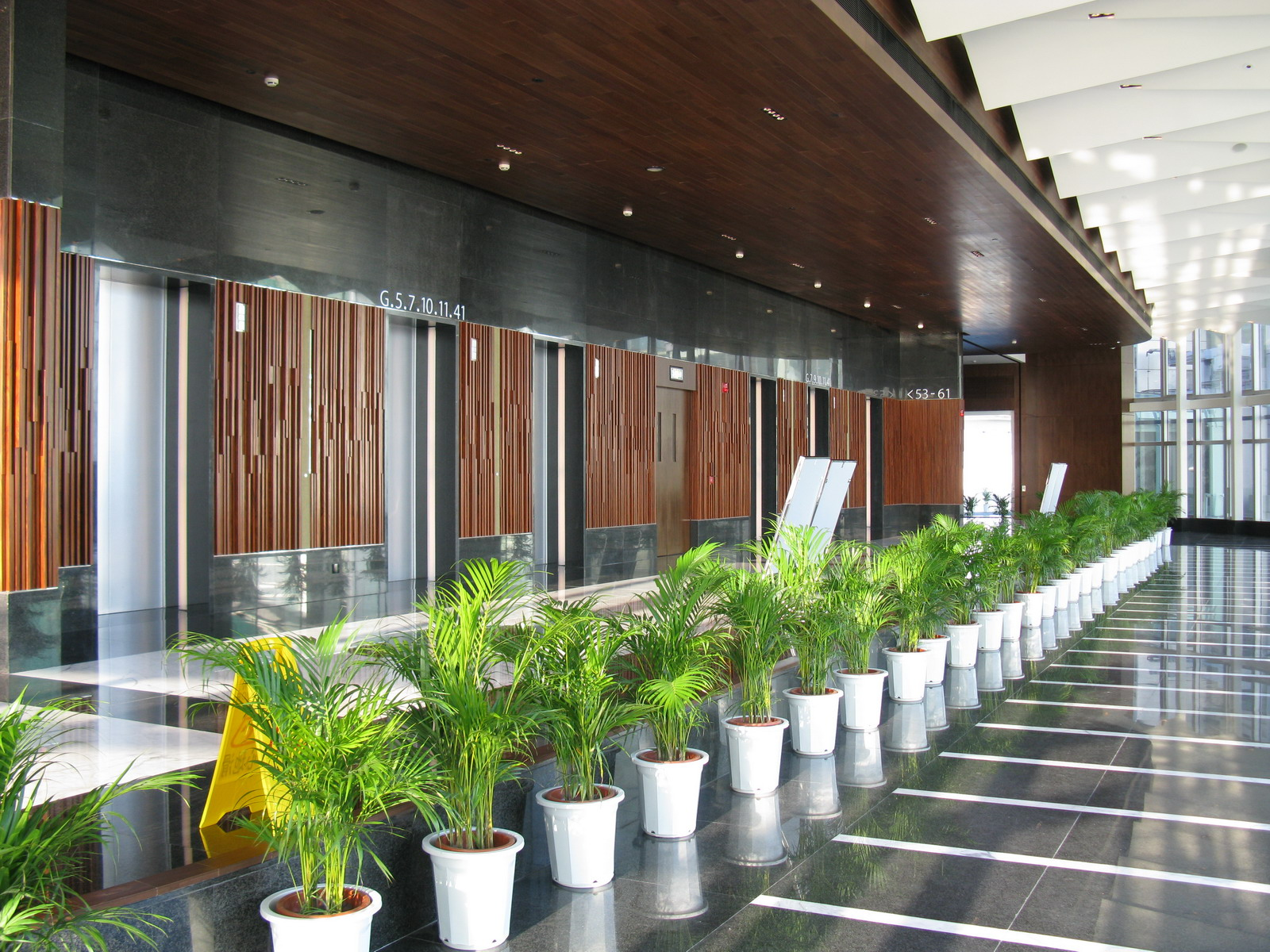
41樓空中大堂
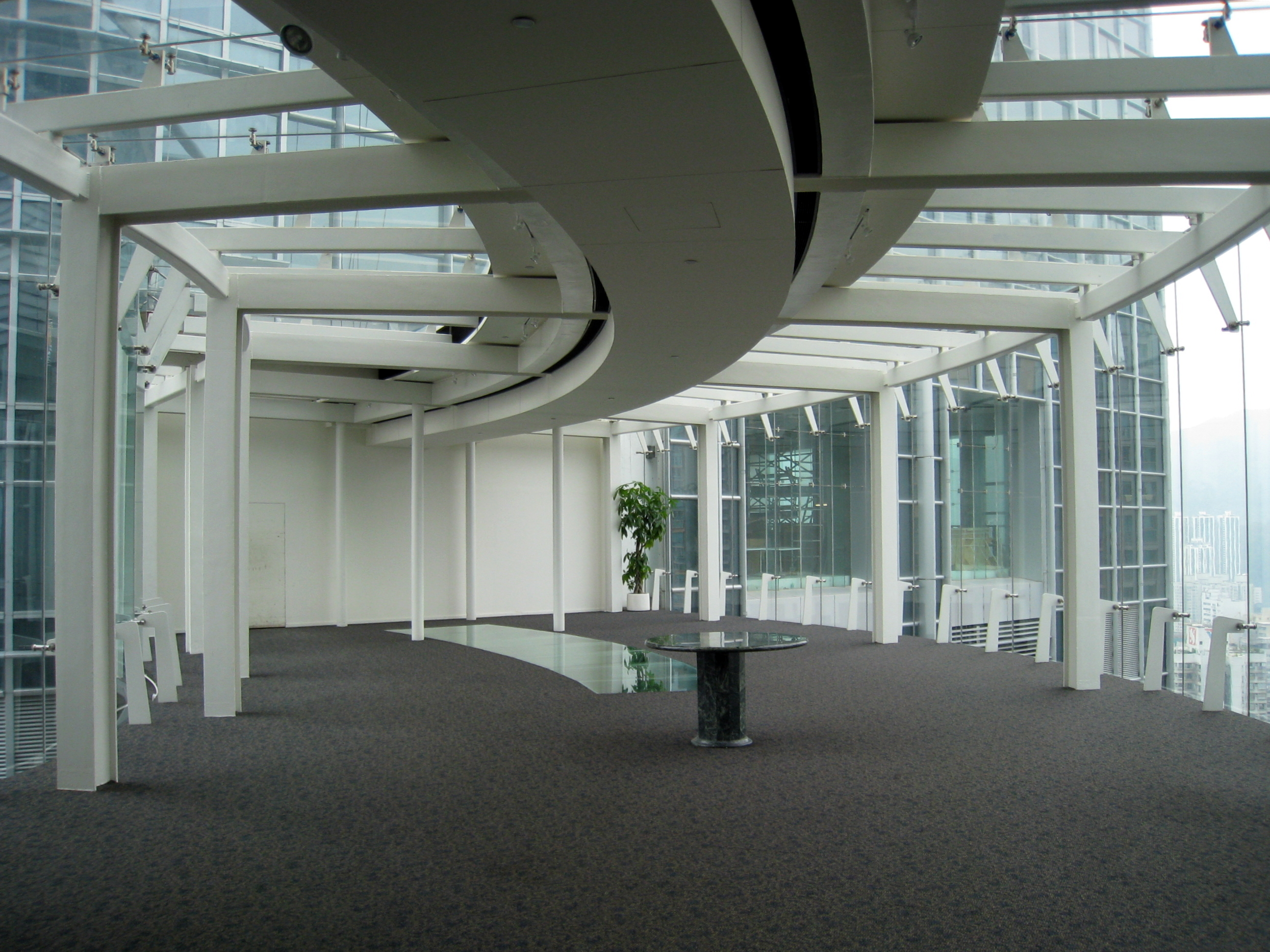
41樓透明天橋，當時天橋尚未連接兩座大廈
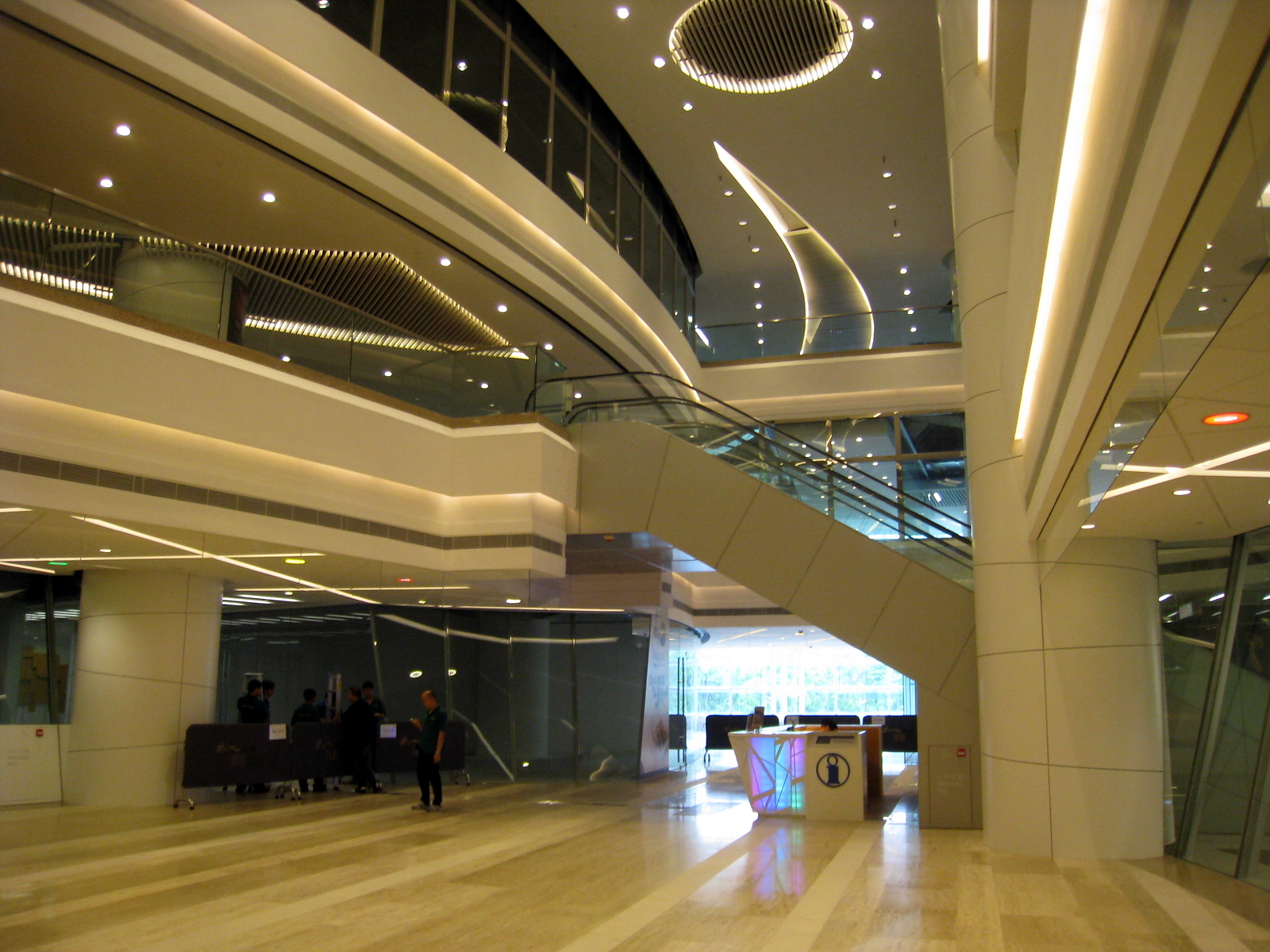
改建前的如心廣場商場（2008年）
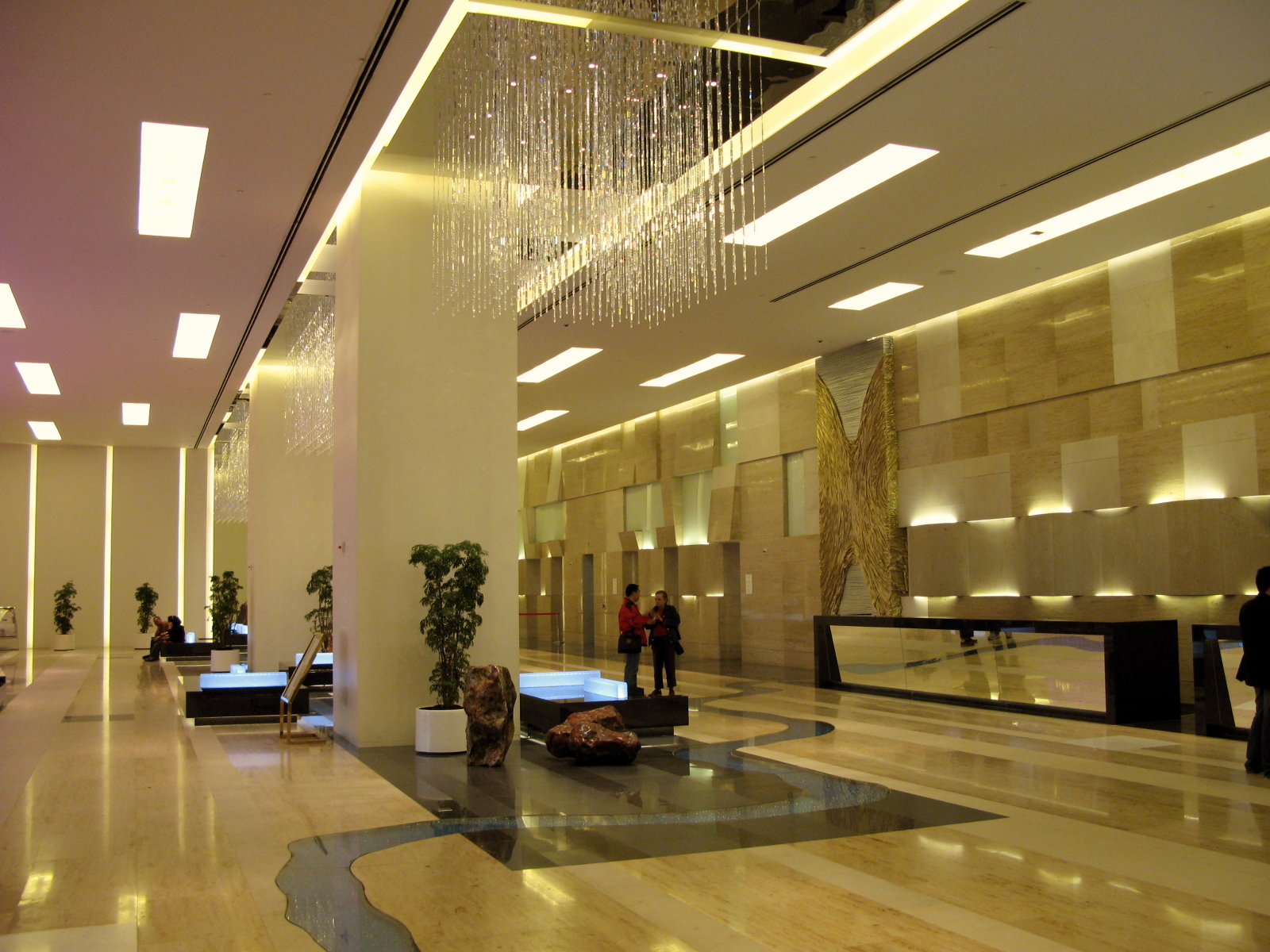
如心海景酒店暨會議中心酒店大堂
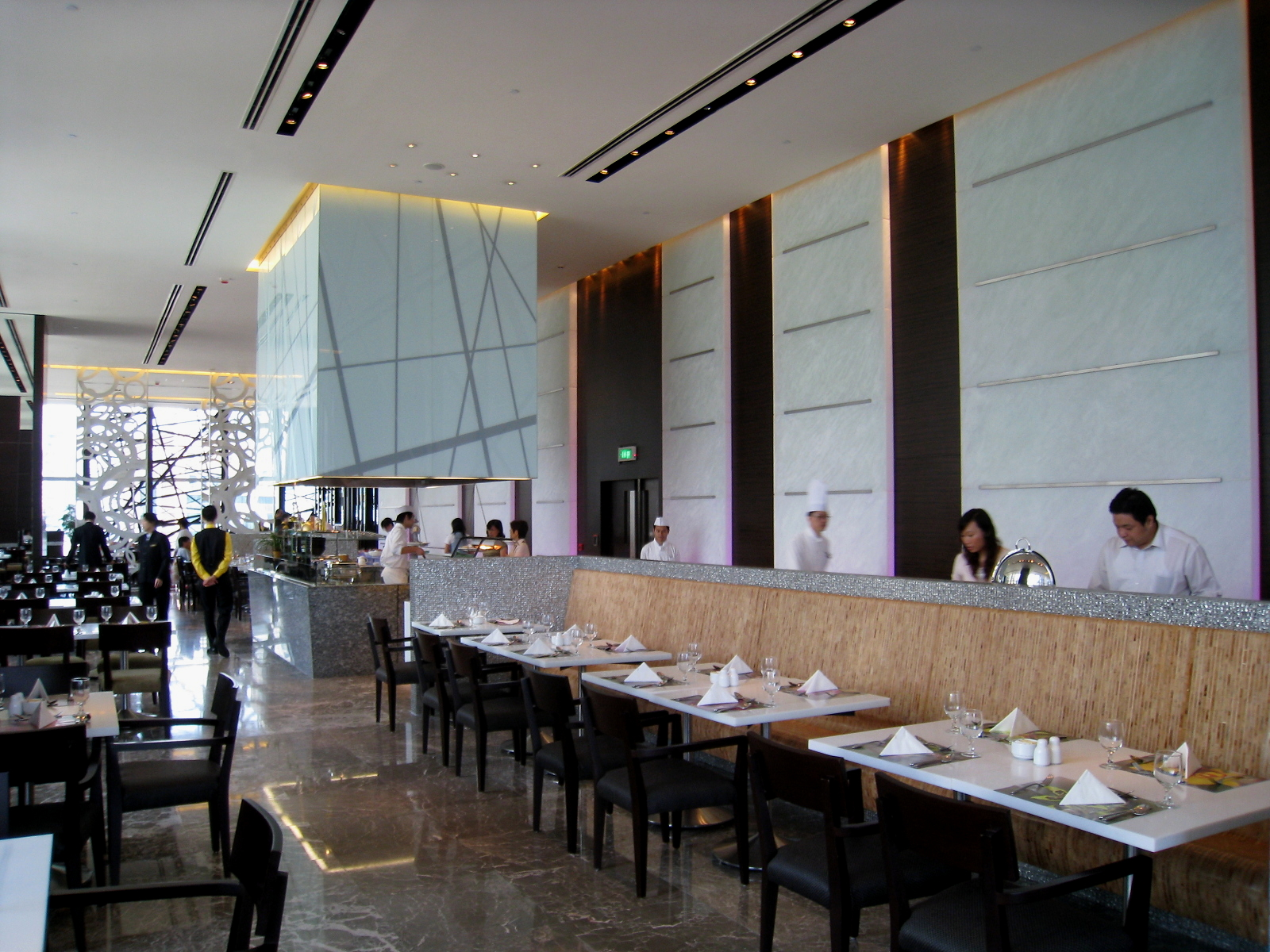
如心海景酒店暨會議中心餐廳Cafe Circles
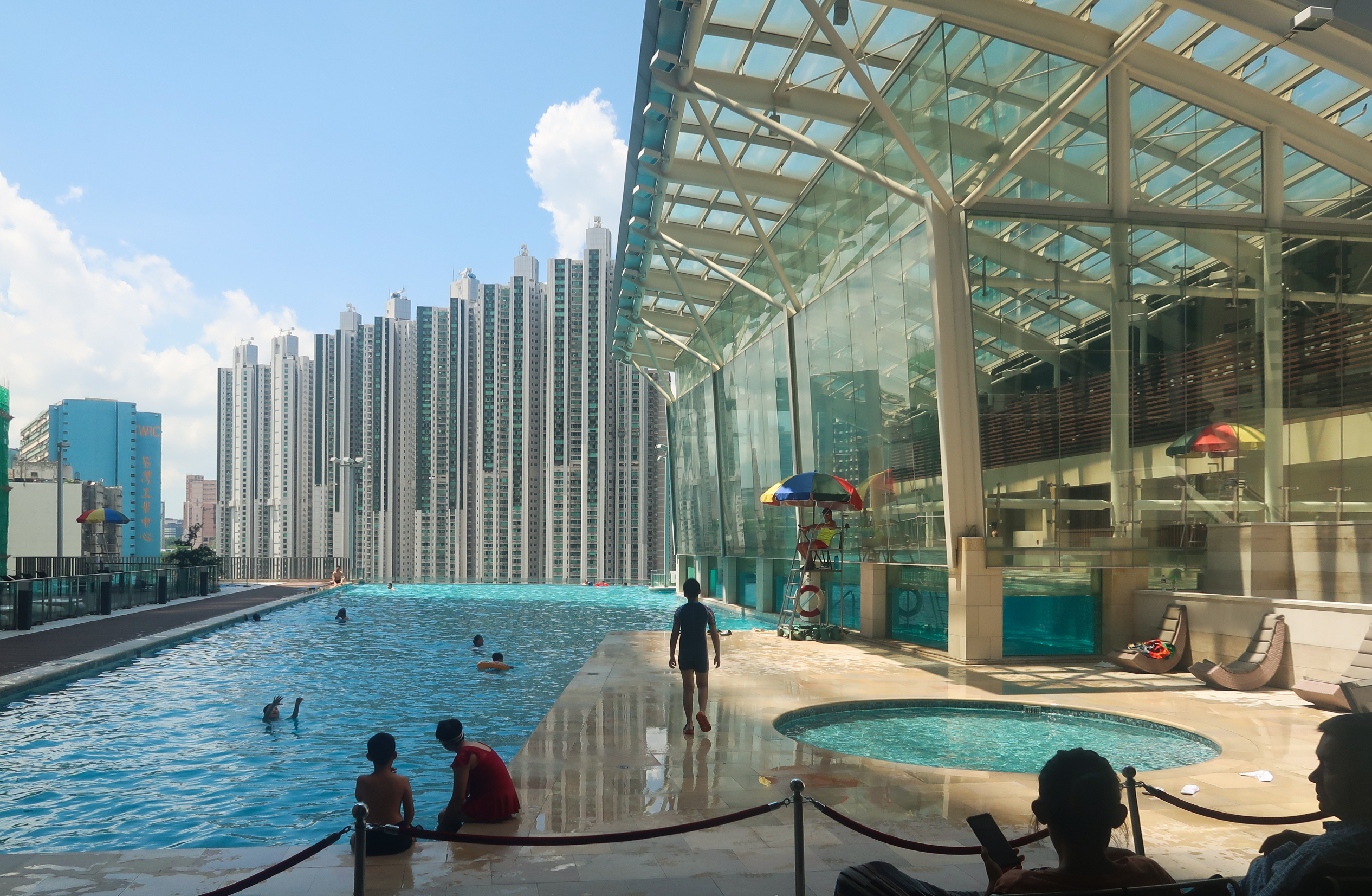
9樓露天泳池
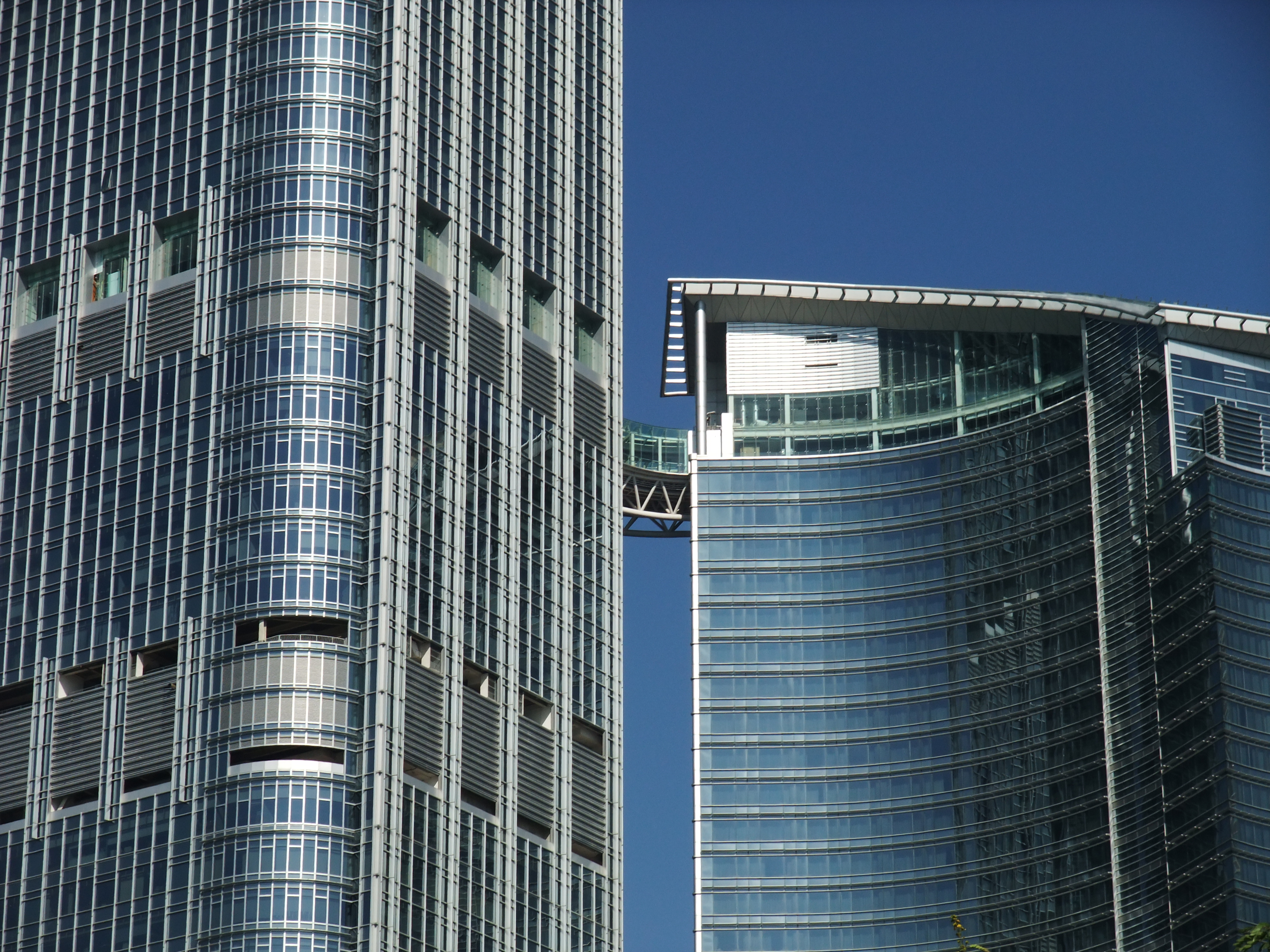
Teddy Tower（左）與Nina Tower（右）及連接兩者的透明天橋

## 事件
2025年8月5日下午1時許，如心廣場酒店上客區發生致命車禍。一架的士懷疑失控撞向酒店外牆，一名來港觀光的35歲菲律賓籍男子走避不及，被的士撞至倒地而昏迷。傷者送瑪嘉烈醫院搶救後不治。
警方以「危險駕駛引致他人死亡」拘捕涉事8旬的士司機。

## 空中橋樑雙棟大樓
- 雙峰塔
- 臺北雙子星

## 外部連結
- 如心廣場官方網頁（页面存档备份，存于）
- 如心海景酒店暨會議中心官方網頁（页面存档备份，存于）
- 荃灣如心廣場與新發展區近況（页面存档备份，存于）
- 摩天漢世界的介紹
- 如心廣場宣傳片

22°22′7″N 114°6′47″E / 22.36861°N 114.11306°E